# Takatoshi Hamano
Takatoshi Hamano (濱野 貴敏, Hamano Takatoshi) est le producteur des séries animées Gunslinger girl (2002) et Samurai Champloo (2004).